# Hertha Sponer
Hertha Sponer (Nysa, Reino de Prusia, 1 de septiembre de 1895 -Ilten, Alemania, 27 de febrero de 1968) fue una física, química, investigadora y profesora universitaria alemana que realizó importantes contribuciones a la Mecánica cuántica moderna y a la Física molecular. Fue una de las primeras mujeres en obtener un doctorado en Física en Alemania y la primera mujer profesora en la facultad de Física de la Universidad Duke.

## Biografía
Sponer nació el 1 de septiembre de 1895 en Nysa, provincia de Silesia, Reino de Prusia, y realizó sus primeros estudios en la misma localidad. Pasó un año en la Universidad de Tübingen y después se matriculó en la Universidad de Göttingen, donde obtuvo un doctorado en investigación en 1920, bajo la supervisión de Peter Debye. Al terminar sus estudios trabajó como asistente de James Franck en el Kaiser Wilhelm Institut. Fue una de las primeras mujeres en obtener un doctorado en Física en Alemania en 1921 y al mismo tiempo obtuvo el privilegio de impartir clases en una universidad alemana. Recibió una beca de la Fundación Rockefeller en 1925, para realizar una estancia en la Universidad de California en Berkeley, donde permaneció un año. Durante su tiempo en Berkeley colaboró con Raymond Thayer Birge, desarrollando lo que ahora se conoce como el método Birge-Sponer para determinar las energías de disociación.
Sponer había publicado alrededor de veinte artículos científicos y además trabajaba como profesora asociada de Física a principios de la década de 1930. Cuando Hitler llegó al poder, James Franck renunció a la Universidad de Göttingen en abril de 1933, en protesta por el despido de varios colegas, y Sponer fue despedida al año siguiente, debido al prejuicio de los nacionalsocialistas contra las mujeres académicas. Se trasladó a Oslo en 1934, para enseñar en la Universidad de Oslo como profesora visitante, y comenzó a trabajar en la Universidad Duke en 1936, convirtiéndose en la primera mujer en impartir clases en la facultad de Física. Permaneció como profesora hasta 1966, cuando fue nombrada profesora emérita, cargo que ocupó hasta su muerte en 1968.
Durante su carrera académica realizó investigaciones sobre Mecánica cuántica, Física y Química. Fue autora de numerosos estudios publicados, muchos de ellos en colaboración con físicos reconocidos, entre ellos Edward Teller. Hizo muchas contribuciones a la ciencia, incluida la aplicación de la Mecánica cuántica en la Física molecular y trabajó en los espectros de la absorción ultravioleta cercana. Estableció un laboratorio de espectroscopia en el departamento de Física de la Universidad Duke, que más adelante tuvo su propio edificio.
Sponer se casó con James Franck en 1946, aunque debido a sus respectivas actividades tuvieron que vivir en distintas ciudades. Su hermana menor Margot Sponer realizó una de las primeras tesis sobre lengua gallega. Murió el 27 de febrero de 1968 en Ilten, Baja Sajonia.